# Barkana
Ne doit pas être confondu avec Barkana-Foulbé.
Barkana est une localité située dans le département de Rollo de la province du Bam dans la région Centre-Nord au Burkina Faso. 

## Éducation et santé
Le centre de soins le plus proche de Barkana est le centre de santé et de promotion sociale (CSPS) de Rollo tandis que le centre médical avec antenne chirurgicale (CMA) de la province se trouve à Kongoussi.